# DeVry Egyetem
A DeVry Egyetem (kiejtése: dəˈvraɪ) magánintézmény az USA Illinois államának Naperville városában. Telephelyek több államban is találhatóak.

## Története

### Megalapítása
Herman A. DeVry, egy mozgóképvetítő megalkotója és több oktatófilm rendezője 1931-ben alapította meg a De Forest Training Schoolt Chicagóban; az intézményt barátjáról, Lee de Forestről nevezte el. Az iskolában kezdetben projektor- és rádiójavítást oktattak, de később más eszközökkel (például tévék) is foglalkoztak. Az alapító halálát követően 1953-ban az intézményt DeVry Műszaki Intézetre keresztelték át. 1957-ben a műszerészképzés akkreditációt szerzett.
Az intézmény 1967-ben a Bell & Howell tulajdonába került. 1968-ban a cégé lett az Ohiói Technológiai Intézet, ekkor a DeVry neve is DeVry Technológiai Intézetre változott. Az intézmény 1969-től bocsáthat ki alapfokú diplomát.

### Keller Graduate School of Management
Dennis Keller és Ronald Taylor oktatók az 1970-es évek elején ismerkedtek meg egymással. 1973-ban megalapították családoktól és barátoktól kapott kölcsönökből megalapították a Keller Intézetet, amely kezdetben nappali munkarendben felsőoktatási szakképzéseket kínált. 1976-tól esti munkarendben üzleti mesterképzést is indítottak.
A DeVry 1981-ben teljes akkreditációt szerzett. 1987-ben a Keller Intézet megvásárolta a DeVry-t; a DeVry Inc. elnöke Keller, vezérigazgatója pedig Taylor lett.

### DeVry Education Group és Cogswell Education
A DeVry Inc. 1991-ben lépett a tőzsdére, 1995-től pedig részvényeikkel az NYSE-n is kereskedtek.
1996-ban tulajdonukba került a könyvelői szakvizsgára felkészítő Becker CPA Review vállalat. 2003-ban megvásárolták a Ross állatorvos-tudományi egyetemet, 2005-ben pedig a Deaconess Ápolási Intézetet. 2009 és 2012 között hat brazil felsőoktatási intézmény került a tulajdonukba. 2013-ban a DeVry Inc. neve DeVry Education Groupra változott, amelyet 2017-ben Adtalem Global Educationre módosítottak.
2010-ben a hallgatói létszám elérte a 68 ezer főt.
2017-ben bejelentették, hogy a DeVry Egyetemet eladják a Cogswell Educationnek; erre egy évvel később, 2018 decemberében került sor.

## Vizsgálatok és peres ügyek
Az intézmény megtévesztő gyakorlatai miatt számos keresetet indítottak. 2014-ben a hallgatók tandíjtartozása meghaladta a tizenkétmilliárd dollárt.

### 1990-es évek
1995-ben az albertai törvényhozás vizsgálta, hogy a Calgaryben található campus adhat-e ki USA-beli diplomát. Grant Mitchell, az Albertai Liberális Párt ellenzéki vezetője szerint Ralph Klein albertai miniszterelnök és John Ballheim, a calgaryi campus vezetője, valamint a Klein-kabinet oktatási bizottságának tagja közötti kapcsolat miatt összeférhetetlenség áll fenn. Klein a vádakat visszautasította. 1995-ben az intézményt kizárták az ontariói támogatási programból, mivel számos hallgató téves jövedelmi adatokat vallott be. A büntetés kifizetése és kétmillió kanadai dollár akkreditív letétbe helyezését követően az intézmény tagságát visszaállították.
1996-ban a torontói campus hallgatói csoportos keresetet nyújtottak be az oktatás alacsony színvonala miatt, azonban a beadványt technikai okok miatt elutasították.

### 2000-es évek
2000 novemberében a chicagói campus három hallgatója széles körű megtévesztés, jogellenes magatartás és téves marketing miatt keresetet nyújtott be az egyetem ellen, mert szerintük a végzettek nem álltak készen jól fizető munkakörök betöltésére. A kereset hatására a vállalat részvényei húsz százalékot zuhantak. Az ügy lezárásaként 2006-ban huszonötezer dollár kártérítést ítéltek meg.
2001-ben a DeVry lett az első profitorientált felsőoktatási intézmény, amely Albertában diplomát bocsáthat ki. Az akkreditációt az ellenzéki Albertai Új Demokrata Párt és több felsőoktatási szervezet is bírálta.
2002 januárjában az egyik kaliforniai telephelyen végzett Royal Gardner az információtudományi képzés hallgatóinak képviseletében beperelte a DeVry és DeVry University vállalatokat; a beadvány szerint az egyetem félretájékoztatta őket a képzéssel kapcsolatban. A beadványt elutasították. 2004-ben Gavino Teanio hasonló tartalommal újabb keresetet nyújtott be, amelyet 2006 végén zártak le.
2007 áprilisában New York, Illinois és Missouri államok több intézmény ellen is keresetet nyújtottak be a hallgatói ösztöndíjakkal kapcsolatban. Az ügy lezárásaként a DeVry a Citibanktól bevételmegosztás révén kapott 88 ezer dollárt visszafizette a hallgatóknak.
2008-ban az egyetemet megvádolták, hogy hamis bér- és teljesítményadatokat jelentett a kormánynak.

### 2010-es évek
Az intézmény szerepelt a 2018-as Fail Safe című filmben, amely olyan személyeket mutatott be, akik a profitorientált felsőoktatásban való részvételüket követően nagyobb adóssággal küzdöttek. Murray Hastie PTSD-vel küzdő iraki háborús veterán elmesélte, hogy a DeVry-on töltött idő alatt ötvenezer dolláros adósságot halmozott fel.
2013 januárjában az egyetem egykori vezető tisztviselője azt állította, hogy az intézmény pozitív véleményekért cserében megvesztegette a diákokat, valamint megpróbálta kijátszani a szövetségi szabályokat. Áprilisban Illinois és Massachusetts államügyészei idézést küldtek a DeVry-nak a jogsértések kivizsgálása érdekében. 2014-ben az egyetem tájékoztatása szerint a New York-i államügyész vizsgálta a hamis marketinggel kapcsolatos vádakat.
2016 márciusában a veteránügyi hivatal megrovásban részesítette az intézményt hamis marketing miatt, és visszavonták a G.I. Bill által biztosított kiválósági minősítését. December 15-én kereskedelmi szövetség százmillió dolláros pert indított az intézmény ellen, mert szerintük félretájékoztatták a jelentkezőket a várható munkalehetőségeikről. Azon hallgatók, akik 2008. január 1. és 2015. október 1. között legalább ötezer dollár tandíjat kifizettek, nem részesültek fizetési könnyítésben és legalább egy kreditet szereztek, kártérítésre voltak jogosultak.
2016. június 16-án két diák keresetet nyújtott be a békéltető testülethez; válaszul az egyetem beperelte a hallgatókat, mert szerintük az ügyük a bíróságra és nem a békéltető testületre tartozik.
2017 májusában a Felsőoktatási Bizottság „kormányzati vizsgálat alatt” állónak minősítette az intézményt a massachusettsi államügyész eljárása miatt. A jelzést szeptemberben eltávolították.
2018 augusztusában az Associated Press közzétette, hogy a profitorientált főiskolák ellen 2017–2018-ban benyújtott 24 ezer kereset 15%-a a DeVry ellen irányult, melyek hatására a beiratkozottak száma közel húsz százalékkal csökkent.
2019 márciusában a maradandó egészségkárosodást szenvedett Eric Luongo veteránt meghívták, hogy tanúskodjon a munkaügyi bizottság előtt. Luongo azt hitte, hogy a G.I. Bill értelmében ingyen járhat az egyetemre, azonban állítása szerint arra kényszerítették, hogy hiteligényt írjon alá. Végül százezer dolláros adósságot halmozott fel, grafikai tervezői diplomájával pedig nem tudott elhelyezkedni.

## Campusok
Az egyetem közlése szerint 16 államban vannak jelen. Kaliforniában egy katonai táborban is folyik oktatás.
| Állam          | Város                             |
| -------------- | --------------------------------- |
| Arizona        | Phoenix                           |
| Colorado       | Westminster                       |
| Észak-Karolina | Charlotte                         |
| Florida        | Jacksonville                      |
| Florida        | Miramar                           |
| Florida        | Orlando                           |
| Georgia        | Alpharetta                        |
| Georgia        | Atlanta Cobb–Galleria             |
| Georgia        | Decatur                           |
| Georgia        | Duluth                            |
| Georgia        | Stockbridge                       |
| Illinois       | Addison                           |
| Illinois       | Chicago                           |
| Illinois       | Chicago Loop                      |
| Illinois       | Gurnee                            |
| Illinois       | Naperville                        |
| Illinois       | Tinley Park                       |
| Kalifornia     | Folsom                            |
| Kalifornia     | Long Beach                        |
| Kalifornia     | Newark                            |
| Kalifornia     | Ontario                           |
| Kalifornia     | San Diego                         |
| Kalifornia     | San José                          |
| Kalifornia     | Sherman Oaks                      |
| Kalifornia     | Twenty Nine Palms                 |
| Missouri       | Kansas City                       |
| Nevada         | Henderson                         |
| New Jersey     | Iselin                            |
| New York       | Midtown Manhattan                 |
| New York       | Rego Park (Queens)                |
| Ohio           | Cincinatti                        |
| Ohio           | Colombus                          |
| Pennsylvania   | Fort Washington                   |
| Pennsylvania   | Philadelphia                      |
| Tennessee      | Nashville                         |
| Texas          | Austin                            |
| Texas          | Irving                            |
| Texas          | San Antonio                       |
| Virginia       | Arlington (Crystal City) + Keller |
| Virginia       | Chesapeake                        |

### Megszűnt telephelyek
2015 áprilisában 14 campus megszűnését jelentették be; ezek hallgatói kedvezménnyel más telephelyeken tanulhattak tovább. 2018-ban további nyolc, 2019-ben és 2020-ban pedig még öt kampuszt zártak be.

## Partnerkapcsolatok és lobbitevékenység
2011-ben az egyetem az USA olimpiai bizottságának hivatalos partnere lett. 2016 áprilisában a szerződést 2020-ig meghosszabbították. 2014 áprilisában az NFL Pro Legends csapatával szerződtek.
2015 januárjában az egyetem a Minor League Baseball oktatási partnere lett; ennek értelmében 2017-ig vállalták, hogy az alkalmazottaknak és játékosoknak biztosítják a kurzusokon való részvételt.
2011-ben az intézmény 72 ezer dollárt fordított lobbitevékenységre; a legnagyobb összeget a Thompson Coburn ügyvédi iroda kapta. 2010 és 2015 között Heather Podesta ügyvéd jelentős lobbitevékenységet folytatott az egyetem érdekében. Barack Obama kormánya a profitorientált felsőoktatási intézményeket szigorúbb keretek közé szorította volna, azonban Donald Trump alatt az oktatási minisztérium a szabályokat enyhítette.

## Nevezetes személyek
- Adeline Gray, birkózó[55]
- Catherine Afeku, politikus[56]
- Dave Bennett, szoftvermérnök[57]
- David Crane, az Appstar Games alapítója[58]
- Gabriela Mosquera, politikus[59]
- George Weah, labdarúgó, Libéria elnöke[60]
- J. D. Mesnard, politikus[61]
- Sean Wiley, szenátor[62]
- Steve Cartwright, videójáték-tervező[63]
- Wendell Gilliard, politikus[64]

## Fordítás
- Ez a szócikk részben vagy egészben  a   DeVry University című angol Wikipédia-szócikk ezen változatának fordításán alapul.  Az eredeti cikk szerkesztőit annak laptörténete sorolja fel. Ez a jelzés csupán a megfogalmazás eredetét és a szerzői jogokat jelzi, nem szolgál a cikkben szereplő információk forrásmegjelöléseként.